# Bäckebols församling
Bäckebols församling var en församling i Göteborgs stift  i Göteborgs kommun. Församlingen uppgick 2010 i Backa församling.

## Administrativ historik
Församlingen bildades 1995 genom en utbrytning ur Backa församling och ingick i pastoratet Backa, Bäckebol och Brunnsbo. Församlingen återuppgick 2010 i Backa församling.

## Kyrkor
- Bäckebols kyrksal

### Fotnoter
1. ↑  ”Församlingar”. Statistiska centralbyrån. https://www.scb.se/hitta-statistik/regional-statistik-och-kartor/regionala-indelningar/forsamlingar/. Läst 30 december 2022.